# Панченко, Александр Николаевич
Александр Николаевич Панченко (5 октября 1953, Челябинск — 19 мая 2009, Казань) — советский и российский шахматист и тренер. Международный гроссмейстер (1980), заслуженный тренер РСФСР (1988).

## Биография
Александр Николаевич Панченко родился 5 октября 1953 года в Челябинске. По образованию — инженер-экономист. В 1989 переехал в Казань, где занимался тренерской работой. Скончался 19 мая 2009 года в Казани.

### Шахматная карьера
Начал заниматься шахматами в Челябинском Дворце пионеров и школьников им. Н. К. Крупской, в группе заслуженного тренера России Леонида Ароновича Гратвола, воспитавшего таких известных шахматистов как Анатолий Карпов, Геннадий Тимощенко, Евгений Свешников, Семен Двойрис, Татьяна Шумякина, и многих других.
Избранные турнирные результаты:
- чемпион СССР среди школьников (1971)
- чемпион СССР среди молодых мастеров (1978)
- чемпион РСФСР среди мужчин (1979)
- победитель многих международных турниров (Нордкорн, 1977; Братислава, 1971—1972; Одесса, 1973; Люблин, 1977; Сочи, 1980; Градец-Кралове, 1982; Прага, 1982; Байямо, 1988).
- шестикратный победитель чемпионата СССР среди производственных коллективов в составе команды Полёт (Челябинск).

### Тренерская работа
В 1981 году, в расцвете собственной игровой карьеры по предложению председателя шахматной федерации РСФСР Веры Николаевны Тихомировой возглавил Всероссийскую шахматную школу. За десять лет работы школы А. Н. Панченко подготовил целое поколение российских шахматистов, включая двукратного чемпиона России, четырёхкратного победителя Всемирных шахматных олимпиад (1996, 1998, 2000, 2002), двукратного победителя командных чемпионатов мира (1997, 2005) Сергея Рублевского, вице-чемпионку мира (2004), победительницу командного чемпионата Европы (2007), призёра Всемирных шахматных олимпиад (1996, 1998, 2000, 2002, 2004) Екатерину Ковалевскую, вице-чемпионку мира (1999), победительницу Всемирной шахматной олимпиады (2010) Алису Галлямову, чемпиона России (2000) Сергея Волкова, а также целый ряд других известных гроссмейстеров.
Панченко являлся главным тренером сборной РСФСР на IV командных молодёжных играх СССР в Краматорске в 1989 году, где руководимая им команда (Дреев, Улыбин, Щербаков, Сорокин, Хенкин) заняла первое место впереди таких сильных команд как сборная Украины (1-я доска Василий Иванчук) и Белоруссии (1-я доска Борис Гельфанд); а также главным тренером женской сборной России на Всемирных Шахматных Олимпиадах в Маниле в 1992 году (4-е место) — примечательно, что за исключением Юлии Деминой все участницы сборной России (Прудникова, Шумякина, Степовая) с детских лет занимались в школе Панченко.

## Изменения рейтинга
| Графики недоступны из-за технических проблем. См. информацию на Фабрикаторе и на mediawiki.org. |

## Избранные партии
- Панченко — Псахис, СССР, 1979
- Ваганян — Панченко, Москва, 1981
- Панченко — Янса, Сочи, 1980
- Ваганян — Панченко, Сочи, 1980

## Книги
- Актуальные проблемы миттельшпиля. Защита / Александр Панченко. — М. — 2001. — 62 стр.
- Теория и практика миттельшпиля: уроки шахмат. побед / Александр Панченко. — М.: Рипол Классик, 2004 (ГУП ИПК Ульян. Дом печати). — 255 с.: ил.
- Панченко Александр. Теория и практика шахматных окончаний. — М.: Russian Chess House, 2006. — 400 с. — ISBN 5-94693-039-7.